# Michael Sembello
Michael Andrew Sembello (Filadelfia, 17 aprile 1954) è un cantante, musicista e produttore discografico statunitense.

## Biografia
Di ascendenze italiane e irlandesi, Sembello si interessa alla musica all'età di 14 anni, in cui diventa allievo del chitarrista jazz Pat Martino, e comincia la sua carriera come turnista. In seguito lavora come tastierista, chitarrista e arrangiatore per artisti come Stevie Wonder, Michael Jackson, Diana Ross, Chaka Khan, Barbra Streisand e Donna Summer. Per Jackson, scrisse la canzone Carousel, registrata per il suo album Thriller del 1982, ma la traccia viene sostituita da Human Nature. In quello stesso anno, è autore del suo primo brano, Summer Lovers, che è colonna sonora dell'omonimo film diretto da Randal Kleiser.
Nel 1983 pubblica il suo primo album, Bossa Nova Hotel. Uno dei brani contenuti nell'album, Maniac, è stato scelto per la colonna sonora del film Flashdance, girato nell'anno medesimo, che fa guadagnare a Sembello una nomination all'Oscar, e una nomination al Golden Globe del 1984, come miglior colonna sonora originale. In seguito, pubblica gli album Without Walls (1986), Caravan of Dreams (1992), e Backwards in Time (1997). Sembello ha lavorato sulla colonna sonora di altri film come Gremlins (1984), Cocoon - L'energia dell'universo (1985), Scuola di mostri (1987), Predator 2 (1990) e Independence Day (1996). Nel 1990 è stato produttore del primo album della chitarrista Jennifer Batten, Above, Below And Beyond. Dopo gli anni 2000, Sembello si è dedicato alla musica orientale e alla spiritualità.

## Discografia

### Album
- 1983 - Bossa Nova Hotel
- 1986 - Without Walls
- 1992 - Caravan of Dreams
- 1997 - Backwards in Time
- 2002 - Ancient Future
- 2003 - The Lost Years